# Azerbajdzsán zászlaja

Az Azerbajdzsáni SZSZK zászlaja (1952–1990)

Azerbajdzsán zászlaja Azerbajdzsán egyik nemzeti jelképe. A zászlót 1991. február 5-én vezették be. A lobogó az 1917 őszén bevezetett zászló kialakítását idézi, amelyet 1920-ig használtak (amikor a Vörös Hadsereg megszállta az országot).
A kék szín a türk világot jelenti, a vörös a modern életmódot, a zöld pedig az iszlám jelképe. A csillag nyolc ága a türk népekre utal: azeriek, oszmánok, jagatajok, tatárok, kazahok, kipcsakok, szeldzsukok, türkmének.